# III. Gamáliel
III. Gamáliel (? – 235) ókori zsidó nászi (fejedelem) 117-től haláláig.
I. Júda fia és utóda volt tisztségében. A Misna revízióját, amelyet édesapja alatt kezdtek meg, Gamáliel idején fejezték be. Maga ma Misna megörökítette Gamáliel több szép erkölcsi mondását közli a (Ábót 2. 2-4). Ezek a Tórával való foglalkozásra és a közügyekkel való törődésre vonatkoznak. Jellemző az a mondása, amely a rómaiakra vonatkozhat: „Óvakodj a kormányzattól, mert a kormányon levők magukhoz vonzzák az embereket saját érdekükből; barátoknak tüntetik fel magukat, amíg hasznuk van belőle, de elhagyják az embert, aki szükségbe jutott”. Tudományos kérdésekben való döntéseit a Talmud jegyezte fel (Nidda 68b, B. Batra 189b; Jerus B. B. lOd.; Chullin 106a; Ber. Berách. 60d.)
Fia és utóda volt II. Júda. Másik fia III. Hillél nagy törvénytudós lett.